# Relatório Acheson–Lilienthal
O Relatório sobre o Controle Internacional de Energia Atômica foi elaborado por um comitê presidido por Dean Acheson e David Lilienthal em 1946 e é geralmente conhecido como Relatório ou Plano Acheson – Lilienthal. O relatório foi um importante documento estadunidense que surgiu nos primórdios da Guerra Fria. Propunha o controle internacional de armas nucleares e a prevenção de futuras guerras nucleares. À medida que a desconfiança estadunidense a Stalin crescia, o Relatório era simplesmente ignorado. Uma versão seria vetada pela União Soviética na ONU.

## Contexto histórico
Duas escolas de pensamento sobre armas nucleares surgiram nos Estados Unidos imediatamente após o fim da Segunda Guerra Mundial. Uma escola, que tinha o secretário da Guerra Henry Stimson como seu principal proponente, acreditava que os aparentes segredos da bomba atômica eram de natureza científica e não podiam ser monopolizados para sempre. Eles também sentiram que manter a bomba ostensivamente na reserva, enquanto negociavam com a União Soviética para não desenvolver uma, simplesmente levaria a Rússia a desenvolver sua própria arma para restaurar o equilíbrio de poder.
A outra escola incluía homens como o secretário de Estado James F. Byrnes, que achava que o monopólio dos Estados Unidos sobre as armas atômicas havia sido conquistado honestamente e não deveria ser abandonado. Em sua opinião, a União Soviética entendia apenas o poder e só poderia ser enfrentada com armas nucleares.
O presidente Harry S. Truman foi dividido entre as duas posições. Ele desconfiava da União Soviética, mas ainda não queria liderar o mundo no caminho da destruição. Ele continuou a solicitar opiniões de ambos os lados. Stimson renunciou em setembro de 1945 e, depois disso, a tarefa de promover sua abordagem recaiu principalmente sobre o subsecretário de Estado e, posteriormente, o secretário de Estado Dean Acheson.
Uma proposta de passar a responsabilidade pelo controle da energia atômica a uma Comissão de Energia Atômica das Nações Unidas foi endossada tanto pelos EUA quanto pelos soviéticos em 1945. Eles tinham o fórum, mas os Estados Unidos ainda não haviam articulado uma política que desejassem nova comissão a ser adotada. Para resolver o problema, Acheson foi nomeado para chefiar um comitê para determinar a política dos Estados Unidos sobre energia atômica, o Comitê de Energia Atômica, criado em 7 de janeiro de 1946. Uma carta de transmissão no início do Relatório incorpora os comentários do Sr. O Comitê de Acheson formulou as conclusões e recomendações unânimes do Conselho de Consultores.
Os outros membros do comitê eram os cientistas James Conant e Vannevar Bush, o diretor do Escritório de Pesquisa e Desenvolvimento Científico, que controlava o Projeto Manhattan, e John McCloy, e o General Leslie R. Groves, que havia sido o oficial militar responsável do Projeto Manhattan. Acheson decidiu que o comitê precisava de assessoria técnica, então nomeou um conselho de consultores com David Lilienthal, o conceituado presidente da Tennessee Valley Authority, como presidente. Ele também nomeou J. Robert Oppenheimer, líder científico do Projeto Manhattan, que forneceu conselhos influentes. A contribuição de Oppenheimer estava na ideia de policiar a produção de armas atômicas a partir do monitoramento de minas de urânio.

## Visão geral do relatório
Em 16 de março de 1946, o relatório do comitê foi apresentado ao Departamento de Estado, que o divulgou ao público em 28 de março. O Relatório sobre o Controle Internacional da Energia Atômica logo ficou conhecido como Relatório Acheson-Lilienthal. A mensagem principal do relatório era que o controle da energia atômica por meio de inspeções e operações de policiamento provavelmente não teria sucesso. Em vez disso, o relatório propôs que todo o material físsil fosse propriedade de uma agência internacional a ser chamada Autoridade de Desenvolvimento Atômico, que liberaria pequenas quantias para nações individuais para o desenvolvimento de usos pacíficos da energia atômica.
Nos primeiros anos da era atômica, acreditava-se geralmente que o grande obstáculo enfrentado por um candidato a desenvolvedor de uma bomba atômica era a aquisição de material físsil suficiente. Em resposta, o Relatório Acheson-Lilienthal propôs que o caminho completo das minas de urânio e tório até a pós-produção fosse de propriedade internacional.
Além disso, o relatório propunha que os Estados Unidos abandonassem o monopólio das armas atômicas, revelando o que sabiam à União Soviética, em troca de um acordo mútuo contra o desenvolvimento de bombas atômicas adicionais. Isso se provou muito controverso. Embora Truman tenha aceitado o relatório em geral, sua nomeação do financista Bernard Baruch para levar a proposta adiante nas Nações Unidas levou a demandas de punição por violações, e que essas penas não poderiam ser vetadas pelo Conselho de Segurança das Nações Unidas, bem como inspeções irrestritas dentro da URSS, enquanto ainda insiste que a URSS deve concordar em não desenvolver a bomba. Essas foram modificações que nem Acheson nem Lilienthal aceitaram. Isso, combinado com a insistência dos EUA em reter a bomba até que estivessem satisfeitos com a eficácia do controle internacional, acabou levando à rejeição do plano pela União Soviética, para surpresa de ninguém.

## Autores
Os consultores que lideraram o projeto incluíram Chester Barnard, J. Robert Oppenheimer, Charles A. Thomas, Harry A. Winne e David E. Lilienthal, enquanto os autores oficiais, que trabalharam no Projeto Manhattan e incluíram alguns dos Estados Unidos ' cientistas de ponta, incluindo Luis Walter Alvarez, Robert F. Bacher, Manson Benedict, Hans Bethe, Arthur Compton, Farrington Daniels, J. Robert Oppenheimer, John R. Ruhoff, Glenn Theodore Seaborg, Frank Spedding, Charles A. Thomas e Walter Zinn. 